# ویتلسی (ویسکانسین)
ویتلسی (به انگلیسی: Whittlesey) یک منطقهٔ مسکونی در ایالات متحده آمریکا است که در شهرستان تیلور، ویسکانسین واقع شده‌است. ویتلسی ۱۰۵ نفر جمعیت دارد و ۴۴۹٫۸۹ متر بالاتر از سطح دریا واقع شده‌است.